# Erand Hoxha
Erand Hoxha (n. 5 decembrie 1987, Albania) este un actor albanez, cel mai bine cunoscut pentru rolurile sale din Furios și iute 8, Alarm für Cobra 11, Longmire (serial TV) și The Night Manager.

## Biografie
Erand Hoxha s-a născut pe 5 decembrie 1987 în Librazhd, Albania, ca fiu al lui Sherif Hoxha și al Tashei Hoxha. Erand a descoperit pasiunea sa de a juca teatru la o vârstă fragedă. Încântat și  ambițios, își urmărește scopul, dedicându-și timpul și energia subiectelor de film și actorie.
Erand a studiat școala de drept și după absolvire a lucrat ca avocat timp de peste 3 ani în biroul tatălui său, dar visele lui de a acționa în actorie nu au murit niciodată. În 2013 a avut posibilitatea de a juca în primul film și din acea zi nu s-a oprit să-și exprime pasiunea în actorie.
Cu toate acestea, Erand nu este doar un actor - el are un interes larg în toate aspectele legate de producția de filme și a câștigat deja o experiență în domeniile de regie și producție. El a fost producătorul asociat al producției cinematografice albaneze de succes pe plan internațional.
Erand continuă în prezent pregătirea profesională pentru a deveni actor, luând lecții de oratorie pentru a-și îmbunătăți abilitățile și pentru a se pregăti în viitor pentru noi proiecte internaționale de film.

## Filmografie
| Anul | Titlul                    | Rolul             |
| ---- | ------------------------- | ----------------- |
| 2017 | Elvis Walks Home          | Deniro            |
| 2017 | Warrior Road              | Andy              |
| 2017 | Furios și iute 8          | Tourist           |
| 2016 | Una (film)                | Packer            |
| 2016 | Warrior Road              | Andy              |
| 2016 | Fuoco amico               | Police Officer    |
| 2016 | Pit Stop Mafia            | Zjarrmi           |
| 2016 | The Night Manager         | Guard             |
| 2016 | Quantum Break             | Sniper            |
| 2016 | Bates Motel (TV series)   | Tour              |
| 2016 | Auf kurze Distanz         | Cop 2             |
| 2016 | Real Detective            | Detective Hogan   |
| 2016 | Longmire (TV series)      | Rolf              |
| 2015 | Unreal Estate (TV series) | Taxi Driver       |
| 2015 | Drejt Fundit              | Papo              |
| 2015 | Alarm für Cobra 11        | Police Force      |
| 2015 | Lavalantula               | Stuns Spider      |
| 2014 | Albanian Action           | Shottas           |
| 2014 | Kite (2014 film)          | The lawyer        |
| 2014 | Jack Ryan: Shadow Recruit | Cherevin's Driver |
| 2013 | Combustion                | Gorila 2          |
| 2013 | The Best Offer            | Dealer            |

## Producător
| Anul | Titlul              | Rolul      |
| ---- | ------------------- | ---------- |
| 2016 | Pit Stop Mafia      | Producător |
| 2016 | Cheating for Papers | Producător |
| 2014 | Albanian Action     | Producător |
| 2014 | Gledi               | Producător |
| 2014 | Metropol            | Producător |
| 2013 | The Last Sight      | Producător |